# ساندرا بيركوفيتش
ساندرا بيركوفيتش (بالكرواتية: Sandra Perković)‏ (من مواليد 21 يونيو 1990) هي منافسة ألعاب القوى، وسياسية كرواتية، ولدت في زغرب، شاركت في الألعاب الأولمبية الصيفية 2012، وألعاب القوى في الألعاب الأولمبية الصيفية 2016.

## مناصب
تولت منصب عضو البرلمان الكرواتي ‏.

## روابط خارجية
- ساندرا بيركوفيتش على موقع الاتحاد الدولي لألعاب القوى (الإنجليزية)
- ساندرا بيركوفيتش على موقع الاتحاد الأوروبي لألعاب القوى (الإنجليزية)
- ساندرا بيركوفيتش على موقع الدوري الماسي (الإنجليزية)
- ساندرا بيركوفيتش على موقع اللجنة الأولمبية الدولية (الإنجليزية)
- ساندرا بيركوفيتش على موقع أوليمبيديا (الإنجليزية)
- ساندرا بيركوفيتش على موقع اللجنة الأولمبية الكرواتية (مؤرشف) (الكرواتية)